# Агушеви конаци
Агушеви конаци налазе се у селу Могилица, општина Смољан, у Бугарској. Представљају комплекс господарских стамбених зграда, пољопривредних и помоћних објеката - највећи феудални дворац касног средњег века на Балкану. Проглашени су спомеником културе националног значаја 1964. године.

## Историја
Тројица бугарских мајстора су почетком 19. века изградила комплекс за локалног феудалног господара Агуш Агу и његова три сина. Први део је завршен 1825, а други 1843. године. За ово друго, доказ је натпис на каменој плочи која је постављена изнад улаза у једну од зграда. У конаку је живело шест генерација до 1949, када је породица исељена у централну и северну Бугарску а конаци прешли у власништво државе. После 2000, посед је враћен наследницима, а конаци претворени у етнографски музеј.
Породица Агуш Аге је била веома образована, путовали су и трговали, говорили стране језике. Поседовали су више од 12 000 оваца.

## Карактеристике
Агушеви конаци представљају архитектонски комплекс на површини од око 4 хектара (3 266 м²) на обали реке Арде. Постоје две господарске зграде и једна намењена слугама. Све зграде укупно имају 221 прозор, 86 врата и 24 димњака. Ту су три дворишта, у сваком постоји бунар.
Дворишта су прекривена калдрмом од великог камења.  
У приземљу зграде су две оставе; у једној су у дубокој јами остављали овчји сир да сазрева, а у другој су држали маслац и млеко. Дебели зидови одржавали су током целе године ниску температуру.
На другом спрату је живела породица. Свака соба има огњиште и мусандре, тј. гардеробе. Свака соба има хамам или купатило. Неке собе имају и тоалете, што је у оно доба био луксуз. Конак има и трећи спрат, где је породица примала госте и трговце. Смештај важних гостију био је на овом спрату. Занимљиво је да је постојала и скривена соба из које су прислушкивали разговоре са важним гостима - врата ка овој соби сакривала је полица.
У Агушевим Конацима постојала је библиотека - једна од највећих приватних библиотека на Балкану с краја 19. и почетка 20. века. Сматра се да је његов оснивач хаџи Салих Сами ефендија (унук Агуш Аге), умро 1921. Библиотека садржи око 400 свезака књига, укључујући 94 рукописа, као и арапске и турске документе (писма, потврде, уговори, наредбе итд.). Тренутно се највећи део чува у Националној библиотеци Ивана Вазова, у Пловдиву. 
У југоисточном делу конака је округла кула која подсећа на светионик, са малом четвртастом собом са насликаним спољашњим зидовима.